# マリア・イェリッツァ

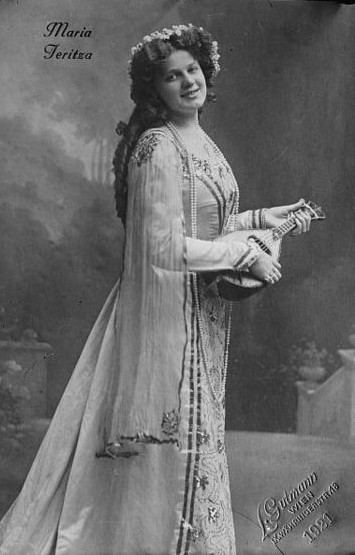
マリア・イェリッツァ

マリア・イェリッツァまたはマリア・イェリーツァ（Maria Jeritza, 1887年12月6日 ブルノ - 1982年7月10日 ニュージャージー州オレンジ）は、ドイツとオーストリアを中心に、フランスからロシアまで欧州各地で幅広く活躍した名ソプラノ歌手。オペラ界で活躍し、ヤナーチェクやコルンゴルトのような19世紀末から20世紀初頭の新作オペラに初演者として名を連ねた。
とりわけリヒャルト・シュトラウスのお気に入りのプリマドンナとして有名で、その楽劇の初演に抜擢されただけでなく、（彼女が上演に加わらなかったものも含めて）いくつかの作品は彼女の声を念頭において作曲されている。イェリッツァの声はプッチーニをも魅了した。1952年までイェリッツァはウィーン国立歌劇場やニューヨークのメトロポリタン歌劇場などに現役として出演し続けた。R.シュトラウスの遺作となった最後の歌曲『あおい』（"Malven"）は、イェリッツァに献呈されている。
第一次世界大戦後はアメリカ合衆国でも活躍し、第二次世界大戦中は同国に亡命した。オーストリアのマイナー・レーベル、プライザー（Preiser）に歴史的音源が残されており、日本では彼女によるワーグナー音源があらえびすこと野村胡堂によって評価された。
スラヴ風の名前から分かるようにチェコ系であり、実名はミッツィ・イェドリツカ（ Mizzi Jedlitzka ）とも、あるいはマリエ・イェドリツコヴァー（ Marie Jedličková ）であるとも伝えられる。

## 出演オペラ
- 『さまよえるオランダ人』ゼンタ[1][2]
- 『ローエングリン』エルザ[3][4]
- 『ナクソス島のアリアドネ』プリマドンナ/アリアドネ[5]※1912年世界初演に出演
- 『こうもり』ロザリンデ[6][7]
- 『西部の娘』ミニー[8][9]
- 『アイーダ』アイーダ[10]
- 『トスカ』トスカ[11][12]
- 『カルメン』ミカエラ[13]、カルメン[14][15]
- 『ヴィオランタ』ヴィオランタ[16]
- 『ユグノー教徒』ヴァランティーヌ[17]
- 『ユダヤの女』ラシェル[18]
- 『マノン』マノン[19]
- 『オイリアンテ』オイリアンテ[20]
- 『イェヌーファ』イェヌーファ[21][22]
- 『サロメ』サロメ[23]
- 『影のない女』皇后[24]
- 『カヴァレリア・ルスティカーナ』サントゥッツァ[25][26]
- 『外套』ジョルジェット（ジョルジェッタ）[27]
- 『死の都』ユリエッテ[28]、マリエッタ/マリー[29][30]
- 『ワルキューレ』ジークリンデ[31]
- 『ばらの騎士』オクタヴィアン[32][33]
- 『タイス』タイス[34]
- 『タンホイザー』エリーザベト[35]
- 『フェドーラ』フェドーラ[36]
- 『マドンナの宝石』マリエッラ[37]
- 『トゥーランドット』トゥーランドット[38][39]
- 『エジプトのヘレナ』ヘレナ[40][41]
- 『ボッカチオ』ボッカチオ[42]
- 『ドンナ・フアニータ』フアニータ[43]